# Percevan
Percevan es una serie de historieta franco-belga creada por Jean Léturgie y Xavier Fauche (este último sólo en siete de los tomos) y dibujada por Philippe Luguy para la revista "Gomme!" en 1981. Se trata de una serie de aventuras que se desarrollan en un mundo medieval donde la magia y los seres fantásticos son habituales.

## Trayectoria editorial
En Francia se publicaron los 3 primeros álbumes por primera vez en la editorial Glènat y los siguientes hasta el n.º 15 en Dargaud. Desde 2013 existió un parón de siete años que finalizó con la adquisición de los derechos por Editions du Tiroir. Desde 2020 se publican nuevas aventuras en esta última.
En España apareció serializada en la revista "Guai!", mientras los álbumes eran publicados por la editorial Grijalbo. A partir del año 2006, fue la editorial Norma la encargada y desde el 17 de abril de 2008 comenzó a reeditar los álbumes, redistribuir el fondo de Grijalbo y publicar los números que quedaban inéditos. Sin embargo, desde 2011 dejó de editarlos y no recuperaría la serie hasta 2020 en que se anunció una edición integral de cinco volúmenes recopilatorios que en principio abarcaría los álbumes del n.º 1 al n.º 15, al contener tres aventuras en cada uno de ellos. En dicha edición, pasa a renombrarse Percevan como Perceván.

## Personajes
- Perceván: El protagonista. Un valiente chico de melenas pelirrojas.
- Kervin: Bufón y juglar amigo de Perceván. Siempre tiene hambre.
- Guimly: Pequeño animal de la raza de los simlusnanus que acompaña a los protagonistas.
- Balkis: Bruja de la que Perceván está enamorado.
- Altaïs: Bruja hermana de Balkis.
- Shyloc'h: Sirviente de Balkis de aspecto repulsivo.
- Sharlaan: Uno de los más grandes magos del mundo de Perceván.
- Mortepierre (Piedramuerta): Barón que desea poder y riqueza.
- Polémic: Sirviente de Piedramuerta.
- Ciensinfus (Cienciencias): Mago que busca y ansía cuanto más poder mejor.

## Álbumes
- 1. Les Trois Étoiles d'Ingaar (1982) - Las Tres Estrellas de Ingaar. Perceván integral 1
- 2. Le Tombeau des Glaces (1983) - El Sepulcro de Hielo. Perceván integral 1
- 3. L'Épée de Ganaël (1984) - La Espada de Ganael. Perceván integral 1
- 4. Le Pays d'Aslor (1985) - El País de Aslor. Perceván integral 2
- 5. Le Sablier d'El Jerada (1986) - El Arenal de El Jerada. Perceván integral 2
- 6. Les Clefs de Feu (1988) - Las Llaves del Fuego. Perceván integral 2
- 7. Les Seigneurs de l'Enfer (1992) - Los Señores del Infierno. Perceván integral 3
- 8. La Table d'Émeraude (1995) - La Tabla de Esmeralda. Perceván integral 3
- 9. L'Arcantane Noire (1996) - El Arcano Negro. Perceván integral 3
- 10. Le Maître des Étoiles (1998) - El Señor de las Estrellas. Perceván integral 4
- 11. Les Sceaux de l'Apocalypse (2001) - Los sellos del Apocalipsis. Perceván integral 4
- 12. Le Septième Sceau (2004) - El Séptimo Sello. Perceván integral 4
- 13. Les Terres sans Retour (2010) - Las Tierras sin Retorno. Perceván integral 5
- 14. Les Marches d'Eliandysse (2011) - Los escalones de Eliandysse. Perceván integral 5
- 15. Le Huitième Royaume (2013) - El Octavo Reino. Perceván integral 5
- 16. La Magicienne des Eaux Profondes (2020)- La Bruja de las Aguas Profundas. Pendiente de publicación en España
- 17. La Couronne du Crépuscule (2021) - La Corona del Crepúsculo. Pendiente de publicación en España
- 18. Les Miroirs du Ciel (2025)-  Los espejos del cielo. Pendiente de publicación en España.[2]